# Podbrdo (Slovénie)
Pour les articles homonymes, voir Podbrdo.
Podbrdo (prononcé [pɔdˈbəɾdɔ]; en italien : Piedicolle, allemand : Untereck) est un village de la municipalité de Tolmin dans la région du Littoral en Slovénie.

## Localisation
Le village de Podbrdo, est une localité faisant partie de la municipalité de Tolmin en Slovénie. Il se trouve dans une vallée étroite de la rivière Bača, à côté de la ligne ferroviaire de Bohinj au bout du plus long tunnel ferroviaire de Slovénie (6 327,3 m) et à côté de la route de Bohinjska Bistrica et Železniki à travers Petrovo Brdo vers Most na Soči.

## Nom
Le nom  Podbrdo  est une phrase prépositionnelle fusionnée qui a perdu son inflexion de cas, de  pod  'sous' +  brdo  'colline', faisant ainsi référence à la géographie locale.

## Historique
Le lieu a été habité bien avant sa fondation au XVIe siècle par des colons germanophones du Tyrol.

## Église de Podbrdo
L'église paroissiale, dédiée à saint Nicolas, appartient au diocèse de Koper. Datant de l'époque baroque, elle est le bâtiment le plus important du village.

## Autres monuments
La gare de Podbrdo, sur le Chemin de fer de Bohinj, était un point de passage frontalier entre le royaume d'Italie et le royaume de Yougoslavie entre Première Guerre mondiale et Seconde Guerre mondiale.
Il y a aussi de nombreuses maisons du XIXe siècle, un monument aux ouvriers morts pendant la construction du tunnel ferroviaire et des mémoriaux au soulèvement contre le fascisme (entre la Première Guerre mondiale et la Seconde Guerre mondiale, lorsque Podbrdo, alors nommé Piedicolle, faisait partie de l'Italie).

## Patrimoine naturel
Podbrdo est entouré de nombreuses montagnes telles que Slatnik (1589 m), Lajnar (1549 m), Bača Peak (Vrh Bače, 1281 m), Črna Prst (1844 m), Kobla (1498 m) et Porezen (1622 m).
Le côté ensoleillé de Črna Prst attire les botanistes depuis plus de 200 ans. Dans les prairies de montagne, il est possible de trouver un certain nombre d'espèces rares :
- la Sabline à poils-courts (Moehringia villosa), une fleur endémique de Bača
- le Géranium à fleurs argentées (Geranium argenteum)
- le Panicaut des Alpes (Eryngium alpinum)
- Tephroseris pseudocrispa
- Favratia zoysii
- Artemisia nitida